# Oudewater
Oudewater este o comună și o localitate în provincia Utrecht, Țările de Jos. 

## Localități componente
Hekendorp, Oudewater, Papekop, Snelrewaard.